# Дмитрук, Андрей Всеволодович
Андрей Всеволодович Дмитрук (род. 1947) — советский и украинский киносценарист, писатель-фантаст, автор текстов песен, тележурналист, общественный деятель.

## Биография
Родился 10 июля 1947 года в Киеве.
Окончил Всесоюзный государственный институт кинематографии. Работал в научно-популярном кино.
Живёт в Киеве. До апреля 2018 года был автором и ведущим документальных фильмов на Первом национальном канале украинского телевидения.  Президент благотворительного фонда им. Владимира Фролькиса, оказывающего поддержку исследованиям украинских учёных в области продления человеческой жизни.

## Книги
- Великая миссия цивилизаторов. Научно-фантастические рассказы. — Киев: Веселка, 1967
- Аурентина. Научно-фантастические рассказы.  — Киев: Веселка, 1982.
- Ночь молодого месяца. Фантастические рассказы. — Москва, изд. Молодая гвардия, 1984.
- Морская пена. — Киев: Молодь, 1987.
- Следы на траве. Фантастические повести и рассказы. — Москва. Молодая гвардия, 1990.
- Битва богов: Роман. — Киев, Полиграфкнига, ИД «Оболонь», 1996. — 390 с.
- Смертеплаватели. Роман. Киев, изд. ООО Журнал «Радуга», 2012. — 527 стр.
- История сердобольного вампира. Фантастическая повесть. Киев, изд. ФОП Афонин А.А., 2016.  — 192 стр.
- Мы  — дети Днепра. Книга-документ. Киев, ООО Журнал «Радуга», 2016. — 64 стр.
- Защита Эмбриона. Роман. Киев, издательство "Перун", 2018.  — 366 стр.
- Магические приключения Лярусса и Марше. Детектив-фэнтези. . Киев, издательство "Перун", 2018.  — 256 стр.
- Совсем другие. Роман и повесть. Москва, изд. "Престиж Бук", 2021.  — 576 стр.
- Защита Эмбриона. Роман и повести.  Москва, изд. "Престиж Бук", 2021.  — 590 стр.
- Суд Осириса. Магический детектив, повести. Киев, изд. Руслана Халикова, 2022. - 484 стр.
- ...И назвали его Киев (на укр. языке). Книга очерков, в соавторстве с А. Ручко. Киев, изд. Руслана Халикова, 2023. - 112 стр.
- Малая энциклопедия тайн (на укр. языке). Книга очерков. Киев, изд. "Ситон", 2024. - 423 стр.
- Клетка для бога (на укр. языке). Сборник фантастики. Составитель и один из авторов сборника. Киев, изд. "Ситон", 2025. — 222 стр.